# جایزه بزرگ آلمان ۱۹۶۸
جایزه بزرگ آلمان ۱۹۶۸ (انگلیسی: ‎1968 German Grand Prix‎) یک مسابقهٔ موتوری در رشتهٔ اتومبیل‌رانی فرمول یک بود که در تاریخ ۴ اوت ۱۹۶۸ در نوربورگ‌رینگ واقع در نوربورگ، آلمان غربی برگزار شد. این گراند پری در میان ۱۲ گراند پری در فصل ۱۹۶۸، مسابقهٔ شمارهٔ ۸ بود.
در این مسابقه که در ۱۴ دور و به مسافت ۳۱۹٫۶۹۰ کیلومتر (۱۹۸٫۶۴۶ مایل) برگزار شد، پول پوزیشن توسط ژاکی ایکس کسب شد و سریع‌ترین زمان برای طی یک دور پیست که برابر با ۹:۳۶٫۰ بود نیز توسط جکی استوارت به ثبت رسید.
جکی استوارت از تیم ماترا-فورد، گراهام هیل از تیم لوتوس-فورد و جوهن رایندت از تیم برابام-رپکو به‌ترتیب مقام‌های اول تا سوم مسابقه را کسب کردند.

## رده‌بندی قهرمانی پس از مسابقه
|       | جایگاه | راننده       | امتیاز |
| ----- | ------ | ------------ | ------ |
|       | ۱      | گراهام هیل   | ۳۰     |
| ۱     | ۲      | جکی استوارت  | ۲۶     |
| ۱     | ۳      | ژاکی ایکس    | ۲۳     |
|       | ۴      | دنی هیولم    | ۱۵     |
|       | ۵      | پدرو رودریگز | ۱۱     |
| منبع: |        |              |        |

|       | جایگاه | سازنده      | امتیاز |
| ----- | ------ | ----------- | ------ |
|       | ۱      | لوتوس-فورد  | ۴۴     |
| ۲     | ۲      | ماترا-فورد  | ۲۹     |
| ۱     | ۳      | فراری       | ۲۸     |
| ۱     | ۴      | مک‌لارن-فورد | ۲۲     |
|       | ۵      | بی‌آرام      | ۱۸     |
| منبع: |        |             |        |

یادداشت
- تنها پنج جایگاه نخست از هر رده‌بندی نمایش داده شده‌است.